# Xianfeng
Xianfeng (ur. 17 lipca 1831, zm. 22 sierpnia 1861) – ósmy cesarz Chin z dynastii Qing od 1850 do 1861 roku. Był synem cesarza Daoguanga i jego konkubiny, cesarzowej Xiao Quan Cheng. W 1855 roku poślubił swoją nałożnicę Jehonalę, znaną później jako Cixi. Jego jedynym potomkiem był następny cesarz Tongzhi.
Jego imię panowania ("Powszechny pokój") nie przystawało do realiów ery Xianfenga. Wielka Brytania i Francja kontynuowały naciski na rozszerzenie handlu, w szczególności na legalizację handlu opium, które doprowadziły do pierwszej wojny opiumowej za panowania jego ojca. Osłabione cesarstwo cierpiało z powodu wzrastającego przeludnienia (pośredni skutek edyktu Kangxi) i zachodniej konkurencji ekonomicznej. Słaba i skorumpowana administracja nie była w stanie zapanować nad niezadowoleniem społecznym, co doprowadziło do szeregu rebelii. 
Najpoważniejszym było powstanie tajpingów (1851–1864), ideologicznie czerpiące z chrześcijaństwa zmieszanego ze starożytnymi ideałami sprawiedliwego społeczeństwa oraz z sentymentów antymandżurskich. Niestłumione w zarodku, w ciągu piętnastu lat zrujnowało całkowicie centralne Chiny i powodując śmierć ok. 20 mln ludzi. Wojska chorągwiane okazały się zupełnie nieskuteczne i powstanie udało się stłumić głównie dzięki oddziałom zorganizowanym i wyszkolonym przez energicznych dowódców lokalnych jak Zeng Guofan, Li Hongzhang i Zuo Zongtang oraz pomocy zachodniej. Równocześnie północ pustoszyły bandy Nian (1851–1868), a na południu wybuchły powstania muzułmańskie (1856–1873).
Choć dynastia nie upadła, została jednak bardzo poważnie osłabiona. II wojna opiumowa, przegrana i zakończona nierównoprawnym traktatem tianjińskim, dała szersze przywileje państwom zachodnim, ukazując światu słabość Cesarstwa. Świadomość tej słabości była impulsem do zapoczątkowania tzw. ruchu samoumocnienia za panowania następnych cesarzy.